# گلنجیک
شهر گلنجیک (به روسی: Геленджик) در کشور روسیه و در کرای کراسنودار واقع شده‌است.

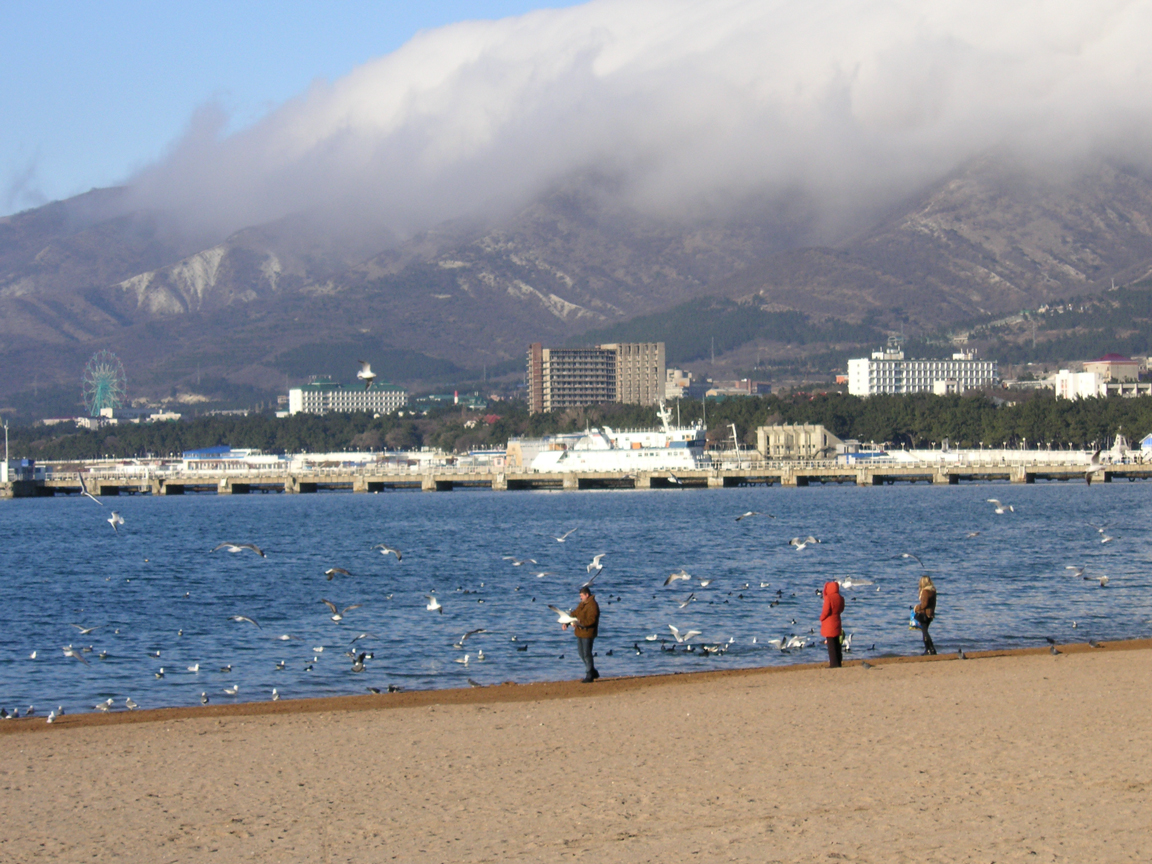